# Hydromys
Hydromys é um gênero de roedores da família Muridae.

## Espécies
- Hydromys chrysogaster É. Geoffroy, 1804
- Hydromys habbema Tate & Archbold, 1941
- Hydromys hussoni Musser & Piik, 1982
- Hydromys neobrittanicus Tate & Archbold, 1935
- Hydromys shawmayeri (Hinton, 1943)
- Hydromys ziegleri Helgen, 2005